# Saccoïta
La saccoïta és un mineral de la classe dels sulfats.

## Característiques
La saccoïta és un sulfat de fórmula química Ca₂Mn3+₂F(OH)₈·0.5(SO₄). Va ser aprovada com a espècie vàlida per l'Associació Mineralògica Internacional l'any 2019, sent publicada en el mes de juliol de 2022. Cristal·litza en el sistema tetragonal.
L'exemplar que va servir per a determinar l'espècie, el que es coneix com a material tipus, es troba conservat a les col·leccions mineralògiques del Museu d'Història Natural de Viena (Àustria), amb el número d'inventari: o1784.

## Formació i jaciments
Va ser descoberta a la mina N'Chwaning III, a les mines de N'Chwaning de la localitat de Kuruman, al camp de manganès del Kalahari (Cap Septentrional, Sud-àfrica). Aquesta mina sud-africana és l'únic indret de tot el planeta on ha estat descrita aquesta espècie mineral.